# Motor pequeño

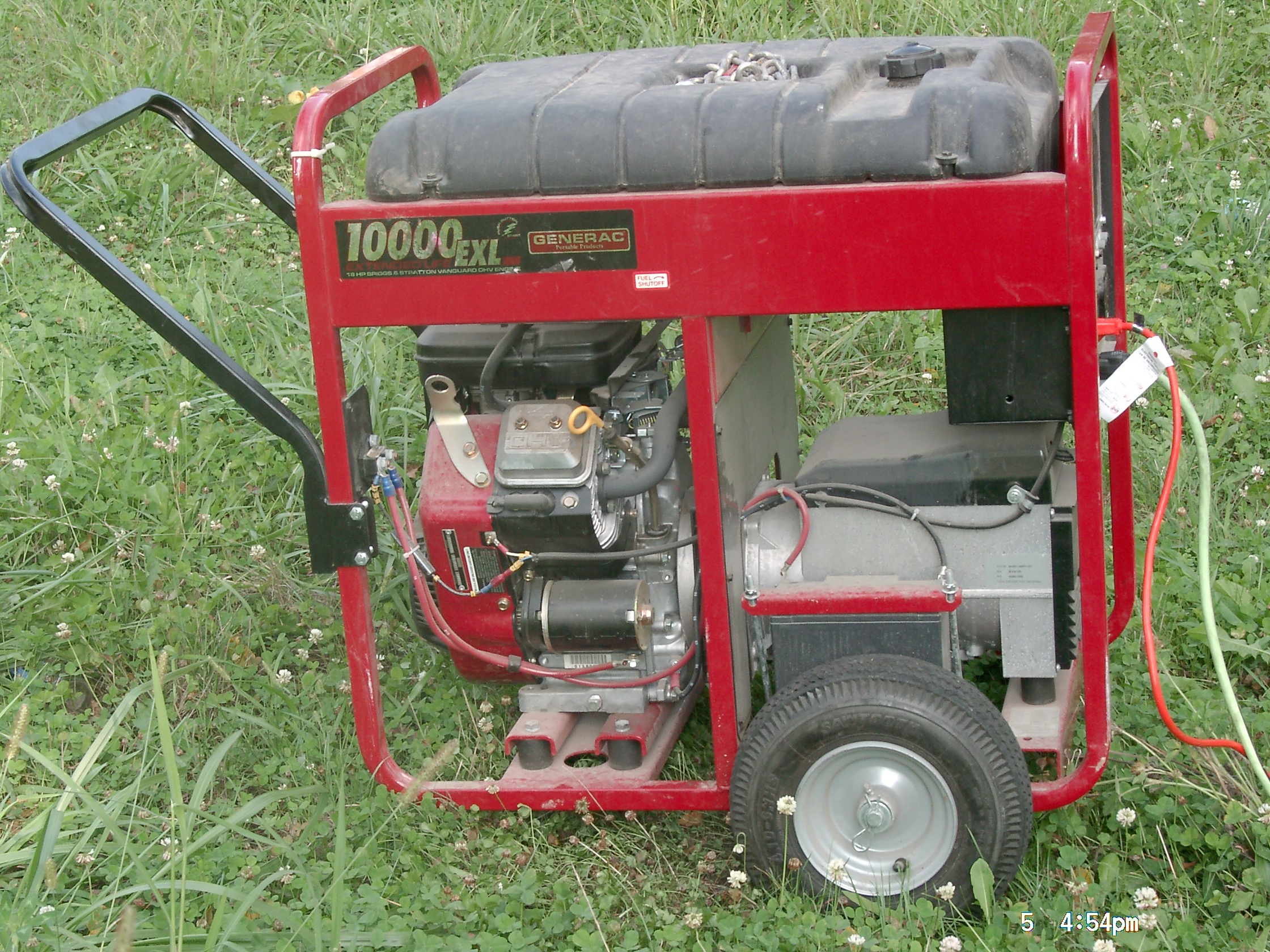
Generador eléctrico, con motor Generac Vanguard (ahora Briggs Vanguard) y arranque eléctrico.

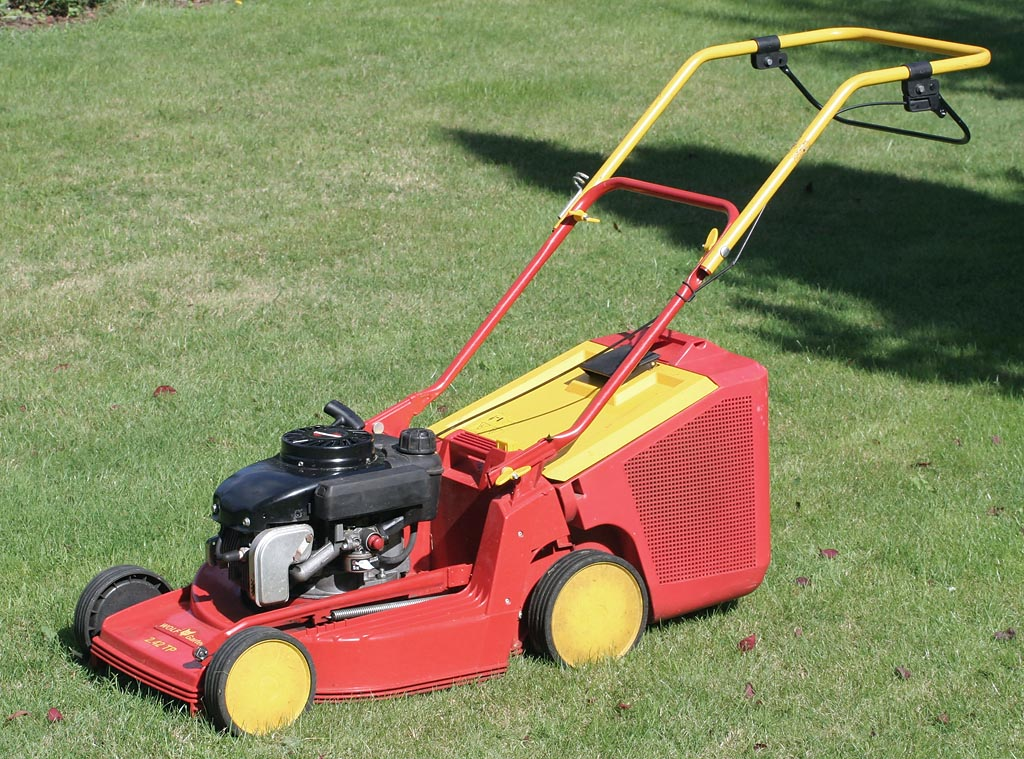
Cortacésped rotativo con un motor vertical.

Un motor pequeño es el término general para denominar a motores de pequeño cubicaje, motores de combustión interna de baja potencia utilizados en cortacésped, generadores, hormigoneras y demás máquinas que requieren fuentes de energía independientes. La mayoría de motores pequeños son monocilindro, aunque algunos son de 2 cilindros en V. A pesar de que es mucho menos común, también se han fabricado motores Wankel (rotativo) para cortacésped.
Los motores pequeños también se emplean en vehículos de motor de poco cubicaje, como motocicletas, patinetes, quads, karts y microcoches.

## Potencia
Los motores, los cuales pueden ser de dos o cuatro tiempos, son pequeños en cuanto a potencia y tamaño, en relación con los motores de los coches. La potencia en caballos de vapor suele oscilar entre 1 y 15 CV. Los más pequeños se suelen emplear en maquinaria de jardinería de mano, como desbrozadoras y motosierras, los cuales pueden tener una cilindrada de 25 cc. El más común es el motor 4 tiempos monocilindro refrigerado por aire, ya sea gasolina o diésel.

## Diseño
En comparación con los motores modernos, los motores pequeños son relativamente sencillos en diseño.

### Válvulas
Las válvulas suelen estar dispuestas en una disposición OHV. Un ejemplo de uno de los diseños más conocidos y populares es el de Honda GX, de comienzos de 1980. Su sistema de válvulas lateral todavía persiste, a causa de su simplicidad tanto en fabricación como en mantenimiento básico. Unos cuantos motores, como el de Honda GC, ahora utilizan un engranaje de válvulas controlado por una correa de distribución. Este motor también utiliza un diseño monobloque de lo más inusual donde la cabeza de cilindro, el bloque y la mitad de la caja del cigüeñal comparten la misma función, denominado «unibloque» por Honda.

### Ignición
Los sistemas eléctricos de estos motores son normalmente sencillos y mínimos, mayoritariamente para evitar la necesidad de una batería. Muchos usos requieren que los motores estén a punto para usarse de forma inmediata, incluso después de largo tiempo sin utilizarse. La mayoría de motores pequeños están equipados con sistema de ignición más primitivo y previo a la magneto, que permite el encendido del motor sin necesidad de una batería.

### Sistema de combustible
Los sistemas de combustible suelen ser sencillos, al menos para los motores de gasolina. El tanque de combustible puede ir por encima de un carburador a modo de flotador para que por la propia gravedad sea más fácil la entrada de combustible al carburador, evitando la necesidad para una bomba de combustible. El tanque también podía ir colocado bajo un carburador con un sistema de vacío o que por la presión del propio cigüeñal impulsase el carburador. Los carburadores a modo de flotador solo se pueden utilizar en motores verticales y que apenas sufran de vibraciones.

### Goberno
La mayoría de motores pequeños tienen un goberno para regular y mantener la velocidad del motor a un nivel constante. Algunos motores también tienen un acelerador ajustable para que quien use la máquina pueda alterar la velocidad del motor. Generalmente, el «control de paso del acelerador» no controla directamente abriendo el carburador, sino que aumenta o disminuye la tensión del goberno, el cual regula la velocidad de motor a más o menos potencia.

## Historia
Los motores pequeños datan a principios del comienzo de motores de combustión interna. El primer motor con fecha reconocible data del advenimiento de las motocicletas, donde los motores se hacían por los mismos fabricantes.
Fabricantes importantes hoy en día
- Briggs & Stratton
- Hatz Diesel
- Honda
- Kawasaki
- Kohler
- Ryobi
- Tanaka (2 tiempos)
- Vortex engines (Italia) 2 tiempos
- Yanmar (motores diésel pequeños)

Fabricantes chinos importantes
- Launtop
- Loncin
- HuaSheng

Fabricantes antiguos
- Clinton
- Cushman
- J.A.P.
- Tecumseh
- Villiers
- Subaru Industrial Power Products